# Pseudosphex eumenides
Pseudosphex eumenides är en fjärilsart som beskrevs av Newman 1850. Pseudosphex eumenides ingår i släktet Pseudosphex och familjen björnspinnare. Inga underarter finns listade.